# Pëtr Zakovorot
Pëtr Antonovič Zakovorot (in russo Пётр Антонович Заковорот?, in ucraino Петро Антонович Заковорот?; Charkiv, 1871 – Charkiv, 5 marzo 1951) è stato uno schermidore ucraino.
Partecipò ai Giochi della II Olimpiade che si svolsero a Parigi nel 1900. Prese parte alla gara di sciabola per maestri, in cui ottenne il settimo posto.
Nel 1945, Zakovorot fu insignito del titolo di maestro onorario dello sport. Fu inoltre allenatore di ginnastica in diverse scuole dell'Est Europa.